# Vivo SpA
Vivo SpA (anteriormente VivoCorp) es un grupo inmobiliario chileno, fundado en 2007, propiedad del empresario Álvaro Saieh, a través de CorpGroup, que maneja la cadena de centros comerciales y outlets Vivo.
La empresa cuenta con siete centros comerciales en Chile: cuatro en Santiago, uno en Coquimbo, uno en San Fernando y uno en formato outlet en Chillán. Además, cuenta con una red de Strip Center denominados Punto Vivo a largo del país. 
Los malls Vivo compiten con otras cadenas de centros comerciales como Mallplaza, Parque Arauco y Cenco Malls.

## Historia

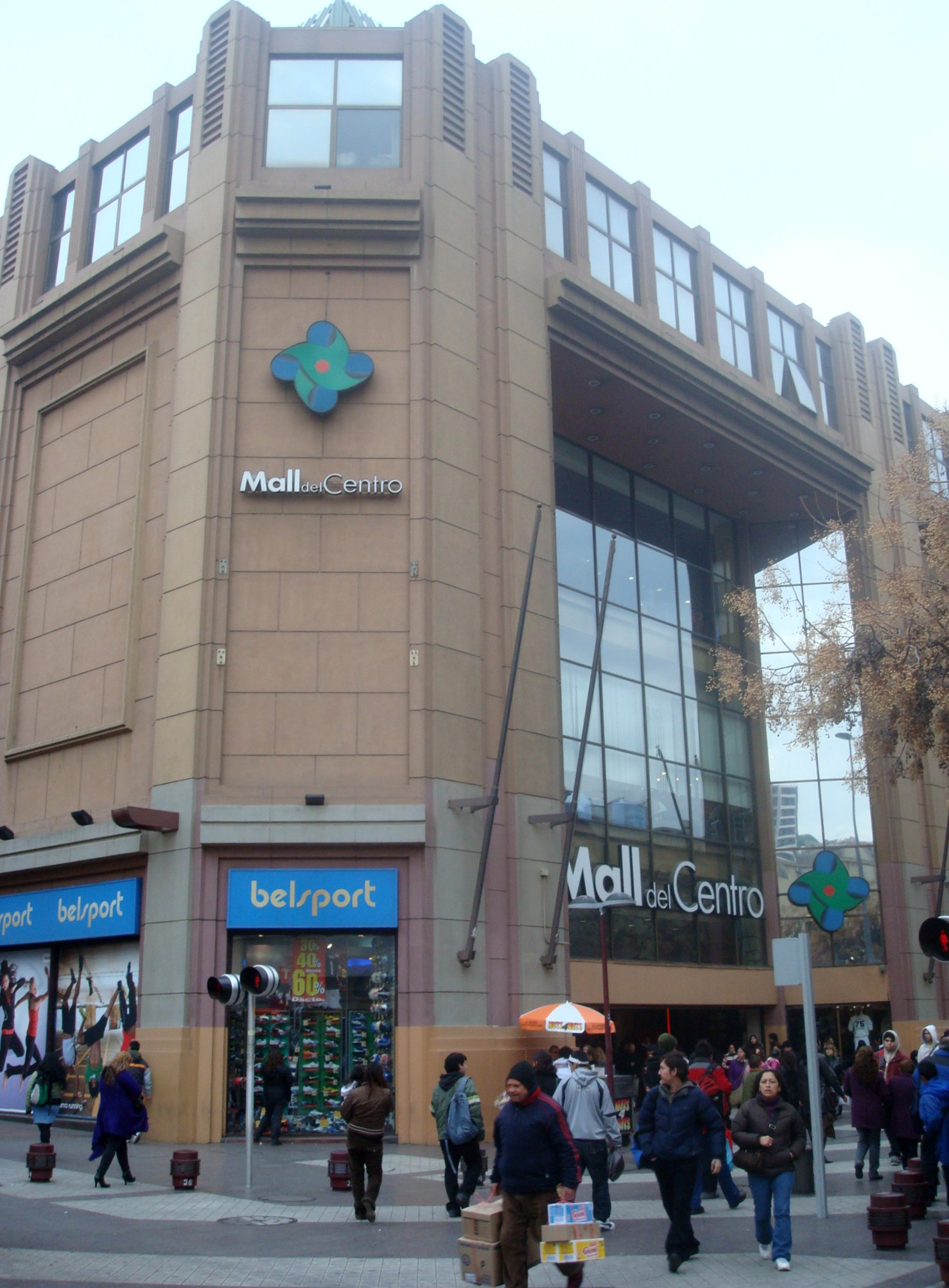
Frontis del Mall del Centro (Santiago) en 2009.

El consorcio nace en 2007 bajo el nombre Corp Group Activos Inmobiliarios S.A., para hacerse cargo de todos los activos inmobiliarios del grupo. Así, tuvo a su cargo la administración de los centros comerciales de las filiales de CorpGroup, SMU y Corpvida (luego vendida a la Cámara Chilena de la Construcción y conocida como Confuturo).
En 2009, Álvaro Saieh le compra a Empresas Ripley el ''Mall del Centro'' (luego renombrado a Vivo El Centro), y el Mall Panorámico (luego Vivo Panorámico) a través de la recién creada VivoCorp, además de un centro comercial en Rancagua (este último vendido al Grupo Patio en 2013).
En 2013, la empresa crea su primer local desde cero, Vivo Outlet Maipú, ubicado en la comuna homónima. Posteriormente inauguran Mall Vivo Los Trapenses, Casacostanera, Mall Vivo San Fernando y Vivo Outlet Peñuelas.
En 2017, la empresa suma cuatro locales más a su oferta: Vivo Outlet La Florida, Mall Vivo Coquimbo, Vivo Outlet Temuco y el adquirido Mall Vivo Imperio (anteriormente Galería Imperio, adquirido en 2010) además de anunciar una inversión de 200 millones de dólares para construir su próximo proyecto, el Mall Vivo Santiago.
En 2018 cierran con un beneficio de 41.527,35 millones de pesos (61,6 millones de dólares). En mayo de 2019, se iniciarían las obras de Mall Vivo Santiago, en los terrenos donde anteriormente estaba la sede de Copesa, conglomerado mediático también propiedad de Álvaro Saieh.
En noviembre de 2020, venden sus dos complejos en la comuna de Santiago al fondo BTG Pactual Chile, y meses después venden cuatro de sus outlets a la empresa Patio Comercial, para reordenar sus áreas de funcionamiento.
En octubre de 2021 se concretó que VivoCorp vendió su participación en Casacostanera al grupo Consorcio, lo que había sido anunciado en agosto de ese año.Además, ese mismo mes se inauguró un outlet en Chillán, uno de los primeros en la región.

## Locales

### Región Metropolitana
- Vivo Panorámico
- Vivo Los Trapenses
- Vivo El Centro (de BTG Pactual Chile, usando la marca Vivo)
- Vivo Imperio (de BTG Pactual Chile, usando la marca Vivo)

### Región de Coquimbo
- Vivo Coquimbo

### Región del Libertador General Bernardo O'Higgins
- Vivo San Fernando

### Región de Ñuble
- Vivo Outlet Chillán

### Región de Antofagasta
- Vivo Antofagasta (en construcción)

### Región Metropolitana
- Vivo Santiago (en construcción)
- Vivo Outlet Puente Alto (en construcción)

### Anteriormente
- Vivo Rancagua (hoy Patio Rancagua)
- Vivo Melipilla (solo administración, hoy Espacio Urbano Melipilla)
- Vivo Machalí (solo administración, hoy Espacio Urbano Machalí)
- Vivo Piedra Roja (solo administración, hoy Espacio Urbano La Laguna)
- Vivo Outlet Maipú (hoy Patio Outlet Maipú)
- Vivo Outlet La Florida (hoy Patio Outlet La Florida)
- Vivo Outlet Peñuelas (hoy Patio Outlet Peñuelas)
- Vivo Outlet Temuco (hoy Patio Outlet Temuco)
- Vivo Paloma (solo administración (en construcción/anterior Paseo Paloma))
- Vivo Paseo del Mar
- Casacostanera

## Controversias
En diciembre de 2021, tras la indicación del Servicio de Evaluación Ambiental realizado debido a las obras del Mall Vivo Santiago, la alcaldesa de Ñuñoa, Emilia Ríos, interpuso un recurso de protección a la Corte de Apelaciones para que sean consideradas las observaciones que realizaron los vecinos de dicha comuna durante el proceso de participación ciudadana en relación con este proyecto.